# Thank you, FRIENDS!!
- ラブライブ! > ラブライブ!サンシャイン!! > Aqours > Thank you, FRIENDS!!

「Thank you, FRIENDS!!」（サンキューフレンズ）は、Aqoursの楽曲。2018年8月1日にLantisから発売された。
なお、本項では4thライブの会場限定で発売されたソロCD『Thank you, FRIENDS!! SOLO CONCERT』についても記述する。

## 概要
前作『ホップ・ステップ・ワーイ!』から約1か月ぶりとなるシングル。
表題曲「Thank you, FRIENDS!!」は、2018年11月に開催される4thライブ「Aqours 4th LoveLive! ～Sailing to the Sunshine～」のテーマソング。支えてくれるファンへの感謝を伝えるバラードナンバーとなっている。
カップリング曲「No.10」は、ラブライブ!シリーズで恒例となっているファンによる「10」の点呼をモチーフにしており、曲の終わりには「10」まで含めたAqoursメンバーの点呼が挿入されている 。
初回限定特典として、4thライブ「Aqours 4th LoveLive! ～Sailing to the Sunshine～」2日目のチケット先行抽選申込券が封入される。ナンバリングライブのチケット申込券がCDに付属するのはラブライブ!シリーズ初となる。また、Aqours メンバーカード（全9種）がランダムで1枚封入される。
「No.10」はライブにおいて、点呼に合わせて観客がペンライトの色を、ペンライトを消した状態から中央エリアにいる観客が点呼に合わせて最前列から順に点呼を言ったキャラクターのイメージカラーのペンライトをかざし、まるで9色の虹に見えるファン独自の演出が「LOVELIVE! SUNSHINE!! Aqours World Love Live! ASIA TOUR 2019」ソウル公演にて現地のライブ会場で行なわれ、その様子は公式TwitterでもYouTubeの動画付きで紹介された。

## チャート成績
7月31日付のオリコンデイリーランキングでは5位にランクイン。翌日の8月1日付では2.8万枚を売上げ3位にランクイン。Aqoursの作品としては、『HAPPY PARTY TRAIN』の2.4万枚を上回り、最も高いデイリー売り上げを記録した。その後も5日連続でデイリー3位以内をキープし、8月4日付では2位に浮上した。
8月13日付のオリコン週間ランキングでは9.9万枚を売上げ3位にランクイン。μ'sの『MOMENT RING』の9.6万枚を上回り、女性キャラクター名義のシングルの最高初動記録を更新した。また、『未来の僕らは知ってるよ』の累計8.2万枚を抜き、2024年12月にリリースした『永久hours』で記録を自ら更新するまで、Aqoursのシングルで最も売上の高い作品だった。また、デビュー作からの連続週間5位以内の記録を17作に更新した。
この週は週間1位・2位がともにアニメタイアップのシングルとなっていたこともあり、アニメチャートでも3位にとどまった。しかしながら、アニメチャート週間3位の週間売上としては歴代最高の枚数を記録している。
8月20日付のオリコン週間ランキングで累計売上が11.6万枚に達し、Aqoursの作品として初めて10万枚を突破した。

## 収録曲
収録内容におけるボーカル曲は太字、ボイスドラマパートは▲印で表記する。
- CD
  - 全作詞：畑亜貴

1. Thank you, FRIENDS!!
  - 作曲：TAKAROT、イワツボコーダイ　編曲：TAKAROT
  - 4thライブ「Aqours 4th LoveLive! ～Sailing to the Sunshine～」テーマソング
  - TS ONE UNITED 降幡愛の愛と書いて"ラブ"とよむ エンディングテーマ
2. No.10
  - 作曲：Akira Sunset　編曲：APAZZI
3. Thank you, FRIENDS!! (Off Vocal)
4. No.10 (Off Vocal)
5. 全力キャンプ! 沼津市営球場▲
6. 極限サバイブ! 鮎壷の滝▲
7. 渾身アタック! 大竜宮城▲

## Thank you, FRIENDS!! SOLO CONCERT
4thライブ「Aqours 4th LoveLive! ～Sailing to the Sunshine～」の開催を記念し、4thライブの会場物販で発売された。「Thank you, FRIENDS!!」のメンバーソロVerが収録されている。

### 収録曲(SOLO CONCERT)
1. Thank you, FRIENDS!! (高海千歌ver.) - 高海千歌（伊波杏樹）
2. Thank you, FRIENDS!! (桜内梨子ver.) - 桜内梨子（逢田梨香子）
3. Thank you, FRIENDS!! (松浦果南ver.) - 松浦果南（諏訪ななか）
4. Thank you, FRIENDS!! (黒澤ダイヤver.) - 黒澤ダイヤ（小宮有紗）
5. Thank you, FRIENDS!! (渡辺曜ver.) - 渡辺曜（斉藤朱夏）
6. Thank you, FRIENDS!! (津島善子ver.) - 津島善子（小林愛香）
7. Thank you, FRIENDS!! (国木田花丸ver.) - 国木田花丸（高槻かなこ）
8. Thank you, FRIENDS!! (小原鞠莉ver.) - 小原鞠莉（鈴木愛奈）
9. Thank you, FRIENDS!! (黒澤ルビィver.) - 黒澤ルビィ（降幡愛）